# Asia Durr
Asia Nashell Durr (Douglasville, 5 aprile 1997) è una cestista statunitense, professionista nella WNBA.

## Carriera
È stata selezionata dalle New York Liberty al primo giro del Draft WNBA 2019 con la 2ª chiamata assoluta.